# Hans Müller (Politiker, 1906)

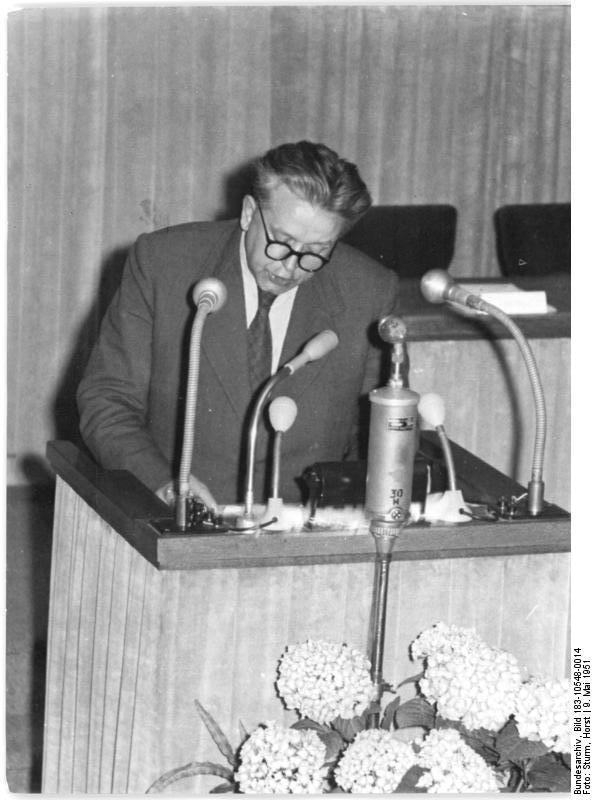
Hans Müller bei einer Rede in der Volkskammer (1951).

Hans Müller (* 25. März 1906 in Berlin; † 12. März 1962 in Ost-Berlin) war ein Politiker (SPD, SDA) der DDR und ehemaliger Abgeordneter der Volkskammer.

## Leben
Hans Müller besuchte die Volksschule in Berlin und arbeitete 1920 bis 1929 als Hilfsarbeiter in verschiedenen Betrieben. Ab 1922 war er Gewerkschaftsmitglied und 1926 Vorsitzender der Freien Gewerkschaftsjugend. 1929 trat er auch der SPD bei. 1929 bis 1933 war er Hilfsangestellter beim ADGB. Ab 1933 war er arbeitslos und arbeitete 1936 bis 1945 als Flächenschleifer im Setzmaschinenbau.
1945 trat er erneut der SPD bei, wurde Mitglied des FDGB und arbeitete 1945 bis 1947 als Sachbearbeiter bei der Hauptverwaltung der Deutschen Reichsbahn. 1947 bis 1949 war er politischer Sekretär der SPD in Berlin-Lichtenberg. 1949 wurde er wegen seiner prokommunistischen Haltung aus der SPD ausgeschlossen und wurde Mitglied und erster Vorsitzender der Sozialdemokratischen Aktion, die der SED nahestand sowie Herausgeber und Chefredakteur der Wochenzeitung der oppositionellen Sozialdemokraten Freie Presse.
1949 wurde er Mitglied des Zweiten Deutschen Volksrates und danach der Volkskammer. Er führte die Fraktion der SDA bis 1954. 1950 bis 1953 war er Bürgermeister im Magistrat von Ost-Berlin. 1952 bis 1953 war er auch Mitglied der Stadtverordnetenversammlung von Ost-Berlin. Nachdem die SDA zur 2. Wahlperiode der Volkskammer keine Abgeordnetensitze mehr bekam, bekam Müller ein Mandat des FDGB, für den er bis zu seinem Tode als Berliner Vertreter in der Volkskammer saß.
Hans Müller wurde 1954 mit der Medaille „Für ausgezeichnete Leistungen“ und 1956 mit dem Vaterländischen Verdienstorden in Bronze ausgezeichnet.